# La primavera (singolo)
La primavera è un singolo del cantautore italiano Jovanotti, pubblicato il 17 dicembre 2021 come secondo estratto dal secondo EP omonimo.

## Descrizione
Il singolo è un omaggio a Franco Battiato, scomparso pochi mesi prima. È nato come demo strumentale ed è stato ultimato grazie alla collaborazione di Rick Rubin:

## Video musicale
Il video, diretto da Tommaso Ottomano, è stato pubblicato in concomitanza con il lancio del singolo attraverso il canale YouTube del cantante ed è stato girato nel Teatro Grande di Brescia.

## Tracce
Testi di Lorenzo Cherubini e Riccardo Onori, musiche di Rick Rubin.
1. La primavera – 3:25

## Riconoscimenti
- 2022 – Videoclip Italia Awards[9]
  - Candidatura al miglior videoclip pop
  - Candidatura al miglior styling